# Clubiona decora
Clubiona decora este o specie de păianjeni din genul Clubiona, familia Clubionidae, descrisă de Blackwall, 1859. Conform Catalogue of Life specia Clubiona decora nu are subspecii cunoscute.